# Брезје при Тржичу
Брезје при Тржичу (словен. Brezje pri Tržiču) је насељено место у општини Тржич, Горењска регија, Словенија.

## Историја
До територијалне реорганизације у Словенији било је у саставу старе општине Тржич.

## Становништво
У попису становништва из 2011. године, Брезје при Тржичу је имало 366 становника.
| Број становника према пописима | Број становника према пописима | Број становника према пописима |
| ------------------------------ | ------------------------------ | ------------------------------ |
| 1991                           | 2002                           | 2011                           |
| 323                            | 361                            | 366                            |

Напомена: До 1955. исказивано под именом Света Нежа.

## Галерија
- пејзаж
- детаљ